# Parc interprovincial des collines Cypress
Le parc interprovincial des collines Cypress (anglais : Cypress Hills Interprovincial Park) est un parc provincial situé au sud-est de l'Alberta et au sud-ouest de la Saskatchewan. Il s'agit du seul parc géré conjointement par deux provinces au Canada. Le parc protège la montagne de Cyprès, un massif montagneux situé dans les deux provinces.